# Agonostomus
Agonostomus là một chi cá trong họ Mugilidae - tức họ Cá đối.
Các loài trong chi này được coi là nguyên thủy nhất trong số các loài cá đối. Nói chung chúng được coi là cá biển, mặc dù A. monticola khi trưởng thành hoàn toàn sống trong vùng nước ngọt. Nó cũng là loài duy nhất bản địa châu Mỹ; hai thành viên khác trong chi này sinh sống trong vùng biển Ấn Độ Dương.

## Từ nguyên
Danh pháp Agonostomus là sự kết hợp của các từ trong tiếng Hy Lạp, với a = không có, gonias = góc và stoma = miệng.

## Các loài
Hiện tại người ta công nhận 3 loài thuộc chi này:
- Agonostomus catalai Pellegrin, 1932 – cá đối Comoro. Sinh sống trong khu vực Madagascar và quần đảo Comoro.
- Agonostomus monticola (Bancroft, 1834) – cá đối núi. Sinh sống trong khu vực Bắc và Nam Mỹ, bao gồm Bắc Carolina, Florida, Louisiana, Texas tại Hoa Kỳ cho tới Colombia và Venezuela, bao gồm cả Tây Ấn.
- Agonostomus telfairii E. T. Bennett, 1832 – cá đối thần tiên. Sinh sống trong khu vực Madagascar, Réunion, Mauritius, Seychelles, Anjuan và quần đảo Comoro.